# Grub, Sankt Gallen
Grub är en ortsdel i kommunen Eggersriet i kantonen Sankt Gallen, Schweiz. Orten Grub ligger i två olika kantoner och därmed i två olika kommuner. De båda delarna skiljs åt av en bäck. Ortsdelen Grub AR ligger i kommunen Grub i kantonen Appenzell Ausserrhoden. 